# Monaghan United F.C.
Monaghan United F.C. (irl. Cumann Peile Mhuineacháin Aontaithe) – irlandzki klub piłkarski z siedzibą w mieście Monaghan.

## Historia
Klub został założony w 1979 roku jako Monaghan United F.C.. W 1985 debiutował w pierwszej lidze irlandzkiej. W sezonie 1992/93 klub zajął trzecie miejsce w Division One i w barażach z Waterford United F.C. (2:2; 3-0) wywalczył awans do Premier Division. W sezonie 1994/95 zajął ostatnie miejsce w Premier Division i w rezultacie spadł do First Division. W 2001 powrócił do Premier Division, ale ponownie zajął ostatnie miejsce w Premier Division i wrócił do First Division. W sezonie 2010/11 zajął 3. miejsce w First Division i w barażach zdobył awans do Premier Division.

## Sukcesy
- Mistrzostwo Irlandii:
  - 7.miejsce (1): 1994
- Puchar Irlandii:
  - ćwierćfinalista (1): 1994
- EA Sports Cup:
  - finalista (1): 2010

## Stadion
Stadion Gortakeegan w Monaghan może pomieścić 5,600 widzów. Do 1985 występował na stadionie Belgium Park. Od momentu podpisania umowy sponsorskiej z pobliską firmę budowlaną Century Homes w 2000 roku zmienił nazwę stadionu na Century Homes Park. Po wygaśnięciu umowy sponsorskiej stadion zmienił nazwę na Kingspan Century Park.